# Křenov
Křenov är en ort i Tjeckien.   Den ligger i regionen Pardubice, i den östra delen av landet, 160 km öster om huvudstaden Prag. Křenov ligger 474 meter över havet och antalet invånare är 430.
Terrängen runt Křenov är kuperad åt nordost, men åt sydväst är den platt. Terrängen runt Křenov sluttar österut. Runt Křenov är det ganska tätbefolkat, med 65 invånare per kvadratkilometer. Närmaste större samhälle är Svitavy, 14,3 km nordväst om Křenov. Omgivningarna runt Křenov är en mosaik av jordbruksmark och naturlig växtlighet.